# Église Saint-Martin de Gouts
Pour les articles homonymes, voir Église Saint-Martin.
 (décembre 2023).
Si vous disposez d'ouvrages ou d'articles de référence ou si vous connaissez des sites web de qualité traitant du thème abordé ici, merci de compléter l'article en donnant les références utiles à sa vérifiabilité et en les liant à la section « Notes et références ».
L’église Saint-Martin se situe à Gouts, dans le département français des Landes.

## Présentation
La particularité de cette église, légèrement surélevée par rapport au reste du village, est qu'elle a été construite au cœur d'un site gallo-romain et sur une nécropole mérovingienne.
L'édifice rectangulaire est orienté selon un axe sud-est nord-ouest qui forme un angle de 30 degrés avec l'axe est-ouest traditionnel, le chœur étant situé dans la partie la plus orientale. L'intérieur est constitué d'une nef, d'un bas-côté septentrional et d'un chœur semi-circulaire. Le haut des murs de la nef est percé de baies en arc brisé.
Cette église ne possède pas d'entrée principale traditionnelle dans le prolongement de la nef. Il n'y a qu'une entrée latérale, à l'extrémité sud-ouest de l'édifice. Il s'agit d'un porche ouvert soutenu par deux colonnes et donnant ensuite accès sur la droite à la nef de l'édifice. Au-dessus de ce porche se dresse un clocher-mur triangulaire avec deux baies campanaires en arc plein cintre.
On trouve dans le porche une statue sculptée dans le marbre blanc, représentant le patron de la paroisse, saint Martin, en tenue épiscopale. Cette sculpture est datée du haut Moyen Âge (VIIIe – Xe siècle). Elle est donc antérieure à l'édifice actuel. Pour la petite histoire, elle fut si bien cachée durant la période de la Révolution française qu'elle fut retrouvée plus tard, par hasard, dans un champ voisin.

## Galerie

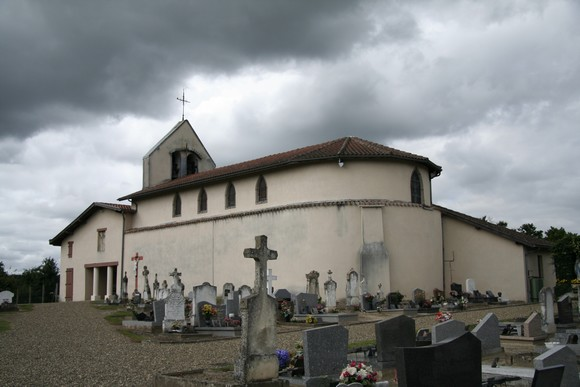
L’église Saint-Martin de Gouts. Le cimetière qui l’entoure se trouve au centre d’une nécropole utilisée à partir du VIe siècle.